# Bloomsbury
Bloomsbury – dzielnica centralnego Londynu położona w gminie Camden. Charakterystycznymi punktami dzielnicy są liczne instytucje naukowe (m.in. siedziba University of London) oraz Muzeum Brytyjskie. Niegdyś mieściła się tu Biblioteka Brytyjska. Przybliżone granice dzielnicy wyznaczają ulice: Tottenham Court Road na zachodzie, Euston Road na północy, Gray’s Inn Road na wschodzie oraz Theobalds Road, Bloomsbury Way i New Oxford Street na południu.
W XVIII/XIX wieku funkcjonował tu niewielki targ mięsno-rybny, od którego pochodzi nazwa tańca ludowego z początku XVIII wieku – Bloomsbury Market.
Nazwa dzielnicy użyta została przez grupę angielskich intelektualistów, którzy utworzyli tzw. Grupę Bloomsbury (ang. Bloomsbury Group); również jako nazwa wydawnictwa Bloomsbury Publishing, znanego z wydania serii o Harrym Potterze.